# Bez pokory
Bez pokory – album zespołu Farben Lehre, nagrany po pięciu latach grania w płockim undergroundzie i zdobyciu nagrody na Festiwalu w Jarocinie 1990. Album zawiera jedenaście bardzo różnorodnych piosenek, które pokazywały, że zespół znajdował się jeszcze na etapie poszukiwania własnego, rozpoznawalnego stylu tworzonej muzyki.

## Lista utworów
Strona A:
1. „Oto emigranci” – 3:06
2. „Helikoptery '90” – 2:54
3. „Czekanie na znak” – 4:20
4. „Jest taka kwestia” – 4:04
5. „Egoiści” – 3:59

Strona B:
1. „Przemiany” – 3:19
2. „Rodzina - rzecz święta” – 3:06
3. „Bez światła” – 3:03
4. „Youngblood” – 2:23
5. „Szara blokada” – 3:11
6. „Krótka piosenka” – 2:45

## Twórcy
- Wojciech Wojda – śpiew, teksty
- Robert Chabowski – gitara, śpiew
- Bogdan Kiciński – gitara
- Piotr Kokoszczyński – gitara basowa
- Krzysztof Sieczkowski – perkusja